# Isabel Soto

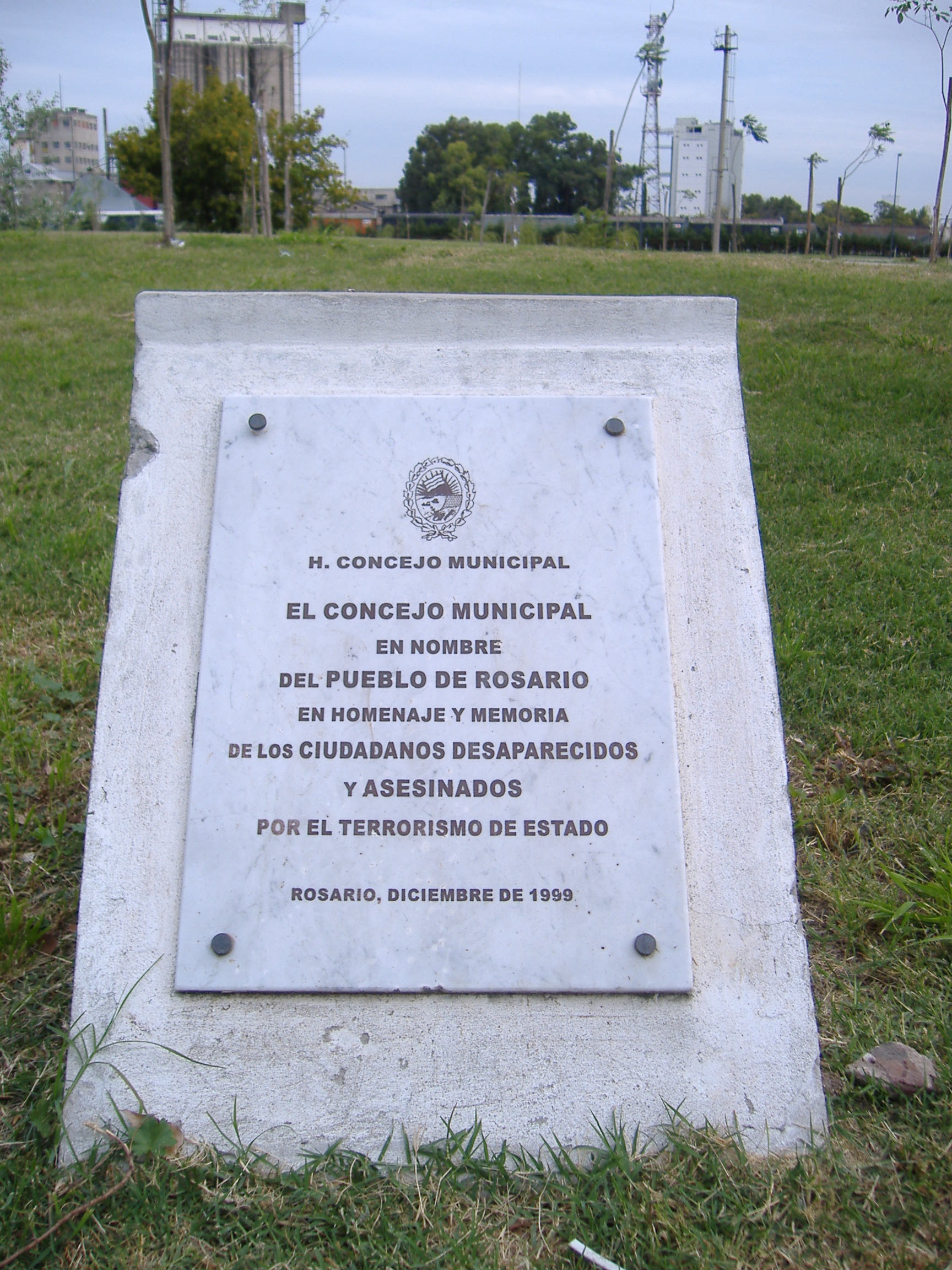
Recordatorio desaparecidos, Rosario

Isabel Soto "Lila " (Corrientes, Argentina, 9 de agosto de 1947-Rosario, Argentina, 10 de diciembre de 1976) fue un militante de Montoneros, víctima de la última dictadura cívico militar de Argentina

## Breve reseña
Cursó sus estudios la ciudad de Corrientes. En 1969 obtuvo el título de Maestra Normal Nacional. Trabajó como docente en Yahape y después en Ciervo Petiso, Chaco.  

Conoció a Héctor José Cian en el año 1970, en el marco de una acción de protesta por la excomunión del sacerdote Raúl Marturet, integrante del Movimiento de Sacerdotes para el Tercer Mundo. En 1972 contrajeron matrimonio y en noviembre de 1974 nació su hijo. Ambos pertenecían a la agrupación Montoneros.

## Asesinato desaparición
El 10 de diciembre de 1976 fueron cercados por la Policía Federal, en la calle Dorrego 4771, de Rosario. Lila cursaba el noveno mes de embarazo y murió en el allanamiento. Su esposo resistió un poco más y falleció en la comisaría. Permanece desaparecido.
Su hijo fue entregado a un sacerdote, y gracias a un anónimo que llegó a manos de su abuela, recuperó la identidad después de casi un año.

## Recuperación de sus restos
El Equipo Argentino de Antropología Forense identificó sus restos 2012. En 2013, fueron inhumados en el Memorial del Desaparecido Correntino del Cementerio San Juan Bautista.

## Homenaje
En su memoria, una calle en la ciudad de Corrientes lleva su nombre. Un mural la recuerda a poca distancia del lugar en donde fue asesinada, en la ciudad de Rosario.